# Otoko wa tsurai yo
Otoko wa tsurai yo (jap. 男は つらい よ) - jedna z najdłuższych, japońskich serii filmów w historii, składająca się z 48 części.. 
Premiera pierwszego obrazu z cyklu odbyła się 27 sierpnia 1969 r., natomiast ostatniego 23 grudnia 1995 (wykluczając część specjalną z 1997). Wszystkie filmy (z wyjątkiem 3. i 4. części) stworzył Yōji Yamada. Głównym bohaterem serii był Tora-san, człowiek zawsze nieszczęśliwy w miłości, w którego rolę wcielał się Kiyoshi Atsumi (zm. w 1996). Kontynuowanie serii było niemożliwe z powodu jego śmierci.
W każdym z filmów Tora-san zakochiwał się w innej kobiecie, za każdym razem graną przez inną aktorkę. W żadnej z części cyklu nie zaznał on szczęścia w miłości.

## Filmy
| Numer           | Tytuł | Data wydania (Japonia) | Data wydania (USA)   |
| --------------- | --- | ---------------------- | -------------------- |
| 1               | "It's Tough Being a Man" ("Otoko wa tsurai yo") (男はつらいよ)                                                                                                | 27 sierpnia 1969       | 18 lipca 1974        |
| 2               | "Tora-San's Cherished Mother" ("Zoku otoko wa tsurai yo") 続・男はつらいよ                                                                                    | 15 listopada 1969      | 1 lipca 1970         |
| 3               | "Tora-san, His Tender Love" ("Otoko wa tsurai yo: Fuuten no Tora") 男はつらいよ フーテンの寅                                                                  | 15 stycznia 1970       | 20 października 1973 |
| 4               | "Tora-san's Grand Scheme" ("Shin otoko wa tsurai yo") 新・男はつらいよ                                                                                        | 27 lutego 1970         | 25 lipca 1973        |
| 5               | "Tora-san's Runaway" ("Otoko wa tsurai yo: Boukyou hen") 男はつらいよ 望郷篇                                                                                  | 25 sierpnia 1970       | 28 maja 1971         |
| 6               | "Tora-san's Shattered Romance" ("Otoko wa tsurai yo: Junjô hen") 男はつらいよ 純情篇                                                                          | 15 stycznia 1971       | 1 września 1971      |
| 7               | "Tora-san, the Good Samaritan" ("Otoko wa tsurai yo: Funto hen") 男はつらいよ 奮闘篇                                                                          | 28 kwietnia 1971       | 25 czerwca 1975      |
| 8               | "Tora-san's Love Call" ("Otoko wa tsurai yo: Torajiro koiuta") 男はつらいよ 寅次郎恋歌                                                                        | 29 grudnia 1971        | 14 kwietnia 1973     |
| 9               | "Tora-san's Dear Old Home" ("Otoko wa tsurai yo: Shibamata bojo") 男はつらいよ 柴又慕情                                                                       | 5 sierpnia 1972        | 10 marca 1974        |
| 10              | "Tora-san's Dream-Come-True" ("Otoko wa tsurai yo: Torajiro yumemakura") 男はつらいよ 寅次郎夢枕                                                              | 29 grudnia 1972        | maj 1973             |
| 11              | "Tora-san's Forget Me Not" ("Otoko wa tsurai yo: Torajiro wasurenagusa") 男はつらいよ 寅次郎忘れな草                                                          | 4 sierpnia 1973        | 4 stycznia 1974      |
| 12              | "Tora-san Loves an Artist" ("Otoko wa tsurai yo: Watashi no tora-san") 男はつらいよ 私の寅さん                                                                | 26 grudnia 1973        | 22 maja 1974         |
| 13              | "Tora-san's Lovesick" ("Otoko wa tsurai yo: Torajiro koiyatsure") 男はつらいよ 寅次郎恋やつれ                                                                 | 10 sierpnia 1974       |                      |
| 14              | "Tora-san's Lullaby" ("Otoko wa tsurai yo: Torajiro komoriuta") 男はつらいよ 寅次郎子守唄                                                                     | 28 grudnia 1974        | grudzień 1975        |
| 15              | "Tora-san's Rise and Fall" ("Otoko wa tsurai yo: Torajiro aiaigasa") 男はつらいよ 寅次郎相合い傘                                                              | 2 sierpnia 1975        | 12 czerwca 1977      |
| 16              | "Tora-san, the Intellectual" ("Otoko wa tsurai yo: Katsushika risshihen") 男はつらいよ 葛飾立志篇                                                             | 27 grudnia 1975        | 31 grudnia 1976      |
| 17              | "Tora-san's Sunrise and Sunset" ("Otoko wa tsurai yo: Torajiro yuuyake koyake") 男はつらいよ 寅次郎夕焼け小焼け （仮タイトルは「男はつらいよ 柴又の伊達男」） | 24 lipca 1976          | 6 maja 1977          |
| 18              | "Tora's Pure Love" ("Otoko wa tsurai yo: Torajiro junjoshishu") 男はつらいよ 寅次郎純情詩集                                                                   | 25 grudnia 1976        |                      |
| 19              | "Tora-san Meets His Lordship" ("Otoko wa tsurai yo: Torajiro to tonosama") 男はつらいよ 寅次郎と殿様                                                          | 6 sierpnia 1977        | 25 sierpnia 1978     |
| 20              | "Tora-san Plays Cupid" ("Otoko wa tsurai yo: Torajiro gambare!") 男はつらいよ 寅次郎頑張れ!                                                                   | 24 grudnia 1977        |                      |
| 21              | "Stage-struck Tora-san" ("Otoko wa tsurai yo: Torajiro wagamichi wo yuku") 男はつらいよ 寅次郎わが道をゆく                                                    | 5 sierpnia 1978        |                      |
| 22              | "Talk of the Town Tora-san" ("Otoko wa tsurai yo: Uwasa no torajiro") 男はつらいよ 噂の寅次郎                                                                 | 27 grudnia 1978        | 28 września 1979     |
| 23              | "Tora-san, the Matchmaker" ("Otoko wa tsurai yo: Tonderu Torajiro") 男はつらいよ 翔んでる寅次郎                                                               | 4 sierpnia 1979        | maj 1980             |
| 24              | "Tora-san's Dream of Spring" ("Otoko wa tsurai yo: Torajiro haru no yume") 男はつらいよ 寅次郎春の夢                                                          | 28 grudnia 1979        | 1 czerwca 1980       |
| 25              | "Tora's Tropical Fever" ("Otoko wa tsurai yo: Torajiro haibisukasu no hana") 男はつらいよ 寅次郎ハイビスカスの花                                              | 2 sierpnia 1980        | 26 grudnia 1980      |
| 26              | "Foster Daddy, Tora!" ("Otoko wa tsurai yo: Torajiro kamome uta") 男はつらいよ 寅次郎かもめ歌                                                                 | 28 grudnia 1980        |                      |
| 27              | "Tora-san's Love in Osaka" ("Otoko wa tsurai yo: Naniwa no koi no Torajiro") 男はつらいよ 浪花の恋の寅次郎                                                    | 8 sierpnia 1981        | 1 stycznia 1982      |
| 28              | "Tora-san's Promise" ("Otoko wa tsurai yo: Torajiro kamifusen") 男はつらいよ 寅次郎紙風船                                                                     | 29 grudnia 1981        | czerwiec 1982        |
| 29              | "Hearts and Flowers for Tora-san" ("Otoko wa tsurai yo: Torajiro ajisai no koi") 男はつらいよ 寅次郎あじさいの恋                                              | 7 sierpnia 1982        | 24 grudnia 1982      |
| 30              | "Tora-san, the Expert" ("Otoko wa tsurai yo: Hana mo arashi mo Torajiro") 男はつらいよ 花も嵐も寅次郎                                                         | 28 grudnia 1982        |                      |
| 31              | "Tora-san's Song of Love" ("Otoko wa tsurai yo: Tabi to onna to Torajiro") 男はつらいよ 旅と女と寅次郎                                                        | 6 sierpnia 1983        | 20 stycznia 1984     |
| 32              | "Tora-san Goes Religious?" ("Otoko wa tsurai yo: Kuchibue o fuku Torajirô") 男はつらいよ 口笛を吹く寅次郎                                                     | 28 grudnia 1983        | 29 czerwca 1984      |
| 33              | "Marriage Counselor Tora-san" ("Otoko wa tsurai yo: Yogiri ni musebu torajiro") 男はつらいよ 夜霧にむせぶ寅次郎                                               | 4 sierpnia 1984        | 21 grudnia 1984      |
| 34              | "Tora-san's Forbidden Love" ("Otoko wa tsurai yo: Torajiro shinjitsu ichiro") 男はつらいよ 寅次郎真実一路                                                     | 28 grudnia 1984        | maj 1985             |
| 35              | "Tora-san, the Go-between" ("Otoko wa tsurai yo: Torajiro renaijuku") 男はつらいよ 寅次郎恋愛塾                                                               | 3 sierpnia 1985        |                      |
| 36              | "Tora-san's Island Encounter" ("Otoko wa tsurai yo: Shibamata yori ai wo komete") 男はつらいよ 柴又より愛をこめて                                             | 28 grudnia 1985        |                      |
| 37              | "Tora-san's Bluebird Fantasy" ("Otoko wa tsurai yo: Shiawase no aoi tori") 男はつらいよ 幸福の青い鳥                                                          | 20 grudnia 1986        | czerwiec 1987        |
| 38              | "Tora-san Goes North" ("Otoko wa tsurai yo: Shiretoko bojo") 男はつらいよ 知床慕情                                                                            | 15 sierpnia 1987       | 11 stycznia 1990     |
| 39              | "Tora-san Plays Daddy" ("Otoko wa tsurai yo: Torajiro monogatari") 男はつらいよ 寅次郎物語                                                                    | 26 grudnia 1987        |                      |
| 40              | "Tora-san's Salad-Day Memorial" ("Otoko wa tsurai yo: Torajiro sarada kinenbi") 男はつらいよ 寅次郎サラダ記念日                                               | 24 grudnia 1988        |                      |
| 41              | "Tora-San Goes to Vienna" ("Otoko wa tsurai yo: Torajiro kokoro no tabiji") 男はつらいよ 寅次郎心の旅路                                                       | 5 sierpnia 1989        | październik 1989     |
| 42              | "Tora-san, My Uncle" ("Otoko wa tsurai yo: Boku no ojisan") 男はつらいよ ぼくの伯父さん                                                                       | 27 grudnia 1989        | 11 stycznia 1990     |
| 43              | "Tora-san Takes a Vacation" ("Otoko wa tsurai yo: Torajiro no kyuujitsu") 男はつらいよ 寅次郎の休日                                                           | 22 grudnia 1990        |                      |
| 44              | "Tora-san Confesses" ("Otoko wa tsurai yo: Torajiro no kokuhaku") 男はつらいよ 寅次郎の告白                                                                   | 21 grudnia 1991        | marzec 1992          |
| 45              | "Tora-San Makes Excuses" ("Otoko wa tsurai yo: Torajiro no seishun") 男はつらいよ 寅次郎の青春                                                                | 26 grudnia 1992        |                      |
| 46              | "Tora-san's Matchmaker" ("Otoko wa tsurai yo: Torajiro no endan") 男はつらいよ 寅次郎の縁談                                                                   | 25 grudnia 1993        |                      |
| 47              | ("Otoko wa tsurai yo: Haikei, Kuruma Torajiro sama") 男はつらいよ 拝啓車寅次郎様                                                                              | 23 grudnia 1994        |                      |
| 48              | ("Otoko wa tsurai yo: Torajiro kurenai no hana") 男はつらいよ 寅次郎紅の花                                                                                    | 23 grudnia 1995        |                      |
| Część specjalna | "Tora's Tropical Fever" ("Otoko wa tsurai yo: Torajiro haibisukasu no hana tokubetsuhen") 男はつらいよ 寅次郎ハイビスカスの花 特別篇                          | grudzień 1997          |                      |